# Heng Swee Keat

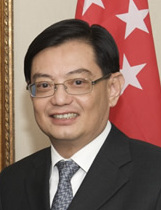
Heng Swee Keat (2012)

Heng Swee Keat (chinesisch 王瑞杰, Pinyin Wáng Ruìjié; * 1. November 1961 in Singapur) ist ein singapurischer Politiker. Als Mitglied der regierenden People’s Action Party (PAP) ist er derzeit Vorsitzender (Chairman) der PAP (seit 2022). Er war von 2015 bis 2021 Finanzminister des Landes und von 2019 bis 2025 stellvertretender Premierminister.

## Laufbahn
Heng Swee Keat erwarb seine voruniversitäre Ausbildung an der Raffles Institution. 1983 schloss Heng das Christ’s College in Cambridge mit einem Bachelor of Arts in Wirtschaftswissenschaften ab. 1983 begann Heng seine Karriere bei der Singapore Police Force. 1993 erwarb Heng einen Master of Public Administration an der John F. Kennedy School of Government der Harvard University. 1997 wechselte er von der Polizei dann zum Verwaltungsdienst des Singapore Civil Service. Er war eine Zeit lang im Bildungsministerium tätig, bevor er zum Hauptprivatsekretär des ehemaligen Premierministers Lee Kuan Yew (der damals Senior Minister war) ernannt wurde. 2001 wurde Heng ständiger Sekretär im Ministerium für Handel und Industrie. Anschließend war er von 2005 bis 2011 Geschäftsführer der Monetary Authority of Singapore, der Zentralbank von Singapur.
2011 wurde Heng für den Wahlkreis Tampines ins Parlament gewählt. Am 18. Mai 2011 ernannte Premierminister Lee Hsien Loong Heng zum Bildungsminister im Kabinett. Heng war damit der bisher zweite gewählte Abgeordnete, der in seiner ersten Amtszeit ein Kabinettsminister wurde. Seit dem 28. September 2015 ist er Finanzminister. Er brach am 12. Mai 2016 während einer Kabinettssitzung nach einem Schlaganfall zusammen und verbrachte 6 Wochen in einem Krankenhaus, während denen er in seinen politischen Funktionen vertreten werden musste. Er konnte am 22. August 2016 nach seiner vollständigen Genesung sein Amt als Abgeordneter und Finanzminister wieder aufnehmen.
Am 22. November 2018 trat Heng die Nachfolge von Teo Chee Hean als erstem stellvertretenden Generalsekretär der People’s Action Party an. Am 23. April 2019 kündigte das Büro des Premierministers an, dass Heng das Amt des 12. stellvertretenden Premierministers Singapurs mit Wirkung zum 1. Mai 2019 übernehmen werde. Aufgrund dieser Positionen galt er als möglicher Nachfolger von Lee Hsien Loong als nächster Premierminister des Landes. Er zog sich jedoch am 8. April 2021 unter Berufung auf Alters- und Gesundheitsbedenken als Kandidat für dieses Amt zurück. Im Mai 2021 gab er sein Amt als Finanzminister ab.

## Privates
Heng ist mit Chang Hwee Nee verheiratet. Sie haben zwei Kinder.